# Palmürai offenzíva (2015. július–augusztus)
A 2015. július–augusztusi palmürai offenzíva a szíriai polgárháború alatt a Szír Hadsereg által indított offenzíva volt, mellyel megpróbálták az Iraki és Levantei Iszlám Államtól visszafoglalni Tadmurt, a régi Palmüra helyén álló várost.

## Előzmények
2015. májusának végén az ISIL egy átfogó offenzíva után elfoglalta Palmürát és környékét.
Június 15-22 között a szírek visszafoglalták Jazal olajmezejét, és összekötő utat alakítottak ki a szír kormány kezén lévő városokhoz. A sikerek következtében már csak 10 kilométer választotta el a Szír Hadsereget Palmürától. Ekkor azonban még nem kezdték el megostromolni a várost. Elképzelhető, hogy az előrenyomulás hatására, de az ISIL aláaknázta az UNESCO világörökségi listáján szereplő ókori várost.

## Az offenzíva
2015. július 8-án a Szíriai Arab Légierő támogatásával a Szír Hadsereg és a Nemzetvédelmi erők támadást indítottak Palmüra ellen, és másnapra már csak 4-5 kilométer választotta el őket a várostól. A hadsereg Palmürától 15 km-re megszilárdította az állásait, néhány, az elmúlt 24 órában elfoglalt terület, mint Nuzl Hayal és Tel al Marmala, mindössze 10 km-re voltak Palmüra központjától.
Július 11-én a szír kormány csapatai újabb eredményeket értek el, és mindeddig összesen 30 ISIL-harcos és 12 katona vesztette életét a harcokban.
Július 13-án a Szír Hadsereg speciális egységei, a Tigris Erők az ISIL-lel vívott heves harcok után elfoglalta a város Ókori Negyedét. A Szír Hadsereg állítása szerint már 2 km sem választotta el őket a palmürai Qassoun-hegyekbe vezető Qassoun ellenőrző ponttól. Két nappal később a hadsereg és a nemzetvédelmi erők elfoglalták Palmüra délnyugati részében Meshtalt és Qasr Al-Hayrt. Július 15-16-án az ISIL és a Tigris Erők közötti harcok helyszíne átevődött az Ókori Negyedtől délkeletre, miközben a Szír Hadsereg behatolt a Fehér völgybe, Wadi Al-Abyadba.
Július 20-án és 22-én is folytak a harcok Palmüra környékén. Július 24-én az SAA az Ókori Negyed környékére összpontosította a támadásait. 26-án a szír csapatok újabb előrelépést tettek, több stratégiai fontosságú hegyet elfoglaltak, így átlátták a Palmürában állomásozó ISIL-seregek elhelyezkedését. Július 27-én az SAA és a Hezbollah három órányi tűzharc után elfoglalta a palmürai várat, így már csak 3 kilométer választotta el a kormányerőket az ókori területektől. A felvételek szerint mintegy 300 ISIL-katona hagyta el a várost a központjuk, Rakka irányába. Augusztus 1-jén az SOHR arról számolt be, hogy a légierő még mindig lőtte a várost.
Augusztus 4-én az ISIL egy ellentámadást indított, melyben visszafoglalta az ókori városrészt. Az SAA azonban vissza tudta verni a kezdeti sikereket, és az elvesztett területek többségét visszanyerte.

## Következmények
Augusztus 17-én az ISIL megtámadta a Wadi Al-Zakaraht, Al-Muthlatht, Wadi Al-Abyadot és a T-4 légi bázist is magában foglaló úgynevezett "Kelet-homszi Háromszöget". Kormánypárti források szerint az offenzívát 7 órányi harcot követően meg tudták állítani. Ezalatt 21 militánst megöltek, és 7 autót megsemmisítettek. A források szerint harcok voltak a Palmüra közeli Al-Dalat faluban is. Hogy megtarthassák a két kilométeren belüli helyzetüket, a 18. osztag 67. dandárja Al-Dalatban 13 ISIL-harcost kivégzett.